# Wirbelau
Wirbelau ist ein Stadtteil der Stadt Runkel im mittelhessischen Landkreis Limburg-Weilburg.

## Geographie

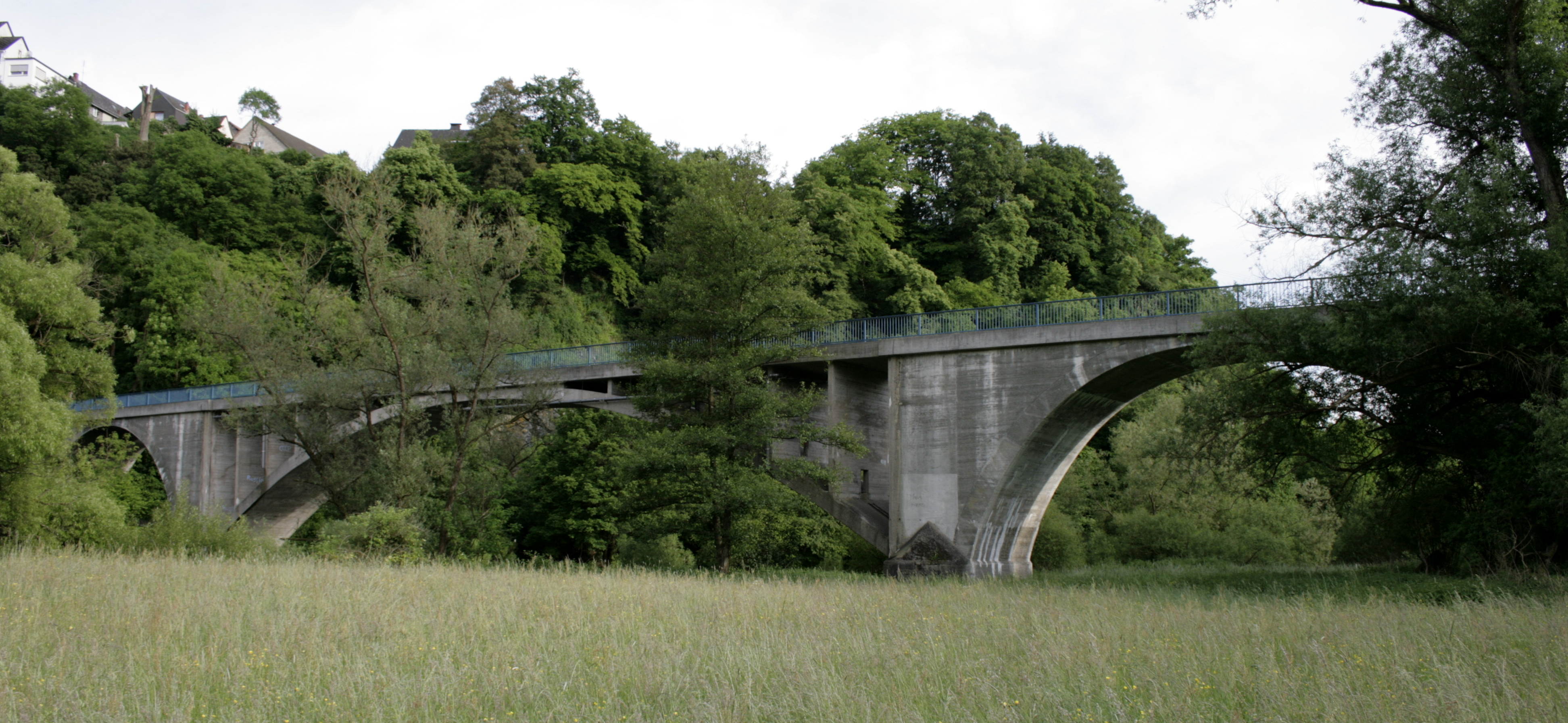
Brücke über die Lahn nach Gräveneck

Wirbelau liegt im Nordosten des Limburger Beckens, rund sechs Kilometer nordöstlich der Kernstadt Runkel und rund 13 Kilometer nordöstlich der Kreisstadt Limburg an der Lahn. Die Lahn verläuft am nordöstlichen Rand der Gemarkung, knapp zwei Kilometer vom Ortsrand entfernt.
Die Gemarkung ist leicht in Südwest-Nordostrichtung gestreckt. Im Südwesten grenzt ein Waldstück an, das zur Gemarkung der Kernstadt Runkel gehört, im Westen stößt Wirbelau an den Beselicher Ortsteil Schupbach, von Nordwesten nach Nordosten an die Weilburger Stadtteile Gaudernbach, Odersbach und, durch die Lahn getrennt, Kirschhofen, im Osten an den Weinbacher Ortsteil Gräveneck und im Südosten und Süden an Falkenbach und Seelbach, die zur Gemeinde Villmar gehören.
Der Ort selbst liegt auf rund 200 Metern Höhe und erstreckt sich über beide Hänge eines leicht eingeschnittenen, von Nordwest nach Südost verlaufenden Tals. Östlich des Ortsrands verläuft ein Bach nach Nordosten, der nur wenige Meter tiefer liegt und die niedrigste Höhenlage der Gemarkung darstellt. Ringsherum und insbesondere nach Westen sowie zu einem nördlich des Dorfs verlaufenden Buckel steigt das Gelände an. Im nördlichen Gemarkungsteil werden bis zu 260 Meter erreicht, an der westlichen Gemarkungsgrenze bis zu 270 Meter.
Der Ort durchschneidet mit seiner in Ost-West-Richtung gestreckten Gestalt eine Zone vor allem landwirtschaftlich genutzter Fläche im Zentrum der Gemarkung. Die Ränder des Wirbelauer Gebiets sind weitgehend von Mischwald umschlossen. Einige aufgegebene Marmorbrüche, in denen ein schwarzer und sehr kompakter Stein abgebaut wurde, und das ebenfalls nicht mehr betriebene Eisenbergwerk Grube Georg-Joseph nördlich des Dorfes, prägen zudem das Landschaftsbild.

## Geschichte

### Ortsgeschichte
Die Ersterwähnung Wirbelaus datiert auf das Jahr 1235. Damals belehnte Erzbischof Dietrich von Trier einen Enolf als Burgmannen in Montabaur unter anderem mit Gütern in „Wirinlouwe“. Die romanische Kapelle wurde aber bereits vor 1100 errichtet. Ihr Standort auf dem heutigen Friedhof über der jetzigen Ortslage dürfte den historischen Kern des Dorfes markieren. In der Gemarkung traten allerdings archäologische Funde zutage, die bis in die Bronzezeit zurückreichen.
Seit dem Jahr 1449 gehörte Wirbelau zur Herrschaft Runkel, kirchlich war es dem Kirchspiel Schupbach zugeordnet. Ab 1616 wurde in Wirbelau Schulunterricht erteilt. Im Jahr 1699 wurde das erste Schulhaus erbaut, das 1820 an gleicher Stelle durch einen Neubau ersetzt wurde. 1953 wurde die neue Schule fertiggestellt. Im Jahr 1973 endete der Schulbetrieb in Wirbelau. Anschließend diente das Schulgebäude als Kindergarten und wurde 1984 wegen Baufälligkeit abgerissen.
Spätestens im Jahr 1812 bestand nördlich des Orts die Eisenerz-Tagebaugrube „Georg“, die später mit einem benachbarten Betrieb zur Grube „Georg-Joseph“ zusammengelegt wurde. Der Betrieb wandelte sich zum Untertage-Abbau. Das Erz wurde zur Weiterverarbeitung zu den Hochöfen in Christianshütte bei Schupbach oder zum Weitertransport per Boot an das Lahnufer gebracht. Zu Spitzenzeiten hatte die Grube rund 200 Bergleute. Im Jahr 1904 entstand eine Brücke über die Lahn für eine Lorenbahn, die den Transport von Erz zur Lahntalbahn am gegenüberliegenden Ufer ermöglichte. Im Jahr 1966 wurde die Grube „Georg Joseph“ stillgelegt, im Folgejahr die Erzbrücke über die Lahn abgebrochen. Heute dient „Georg-Joseph“ der Trinkwasserversorgung der umliegenden Orte. Mitte des 19. Jahrhunderts begann der organisierte Abbau von Lahnmarmor in der Wirbelauer Gemarkung. Die letzten Marmorbrüche wurden in den 1960er Jahren stillgelegt.

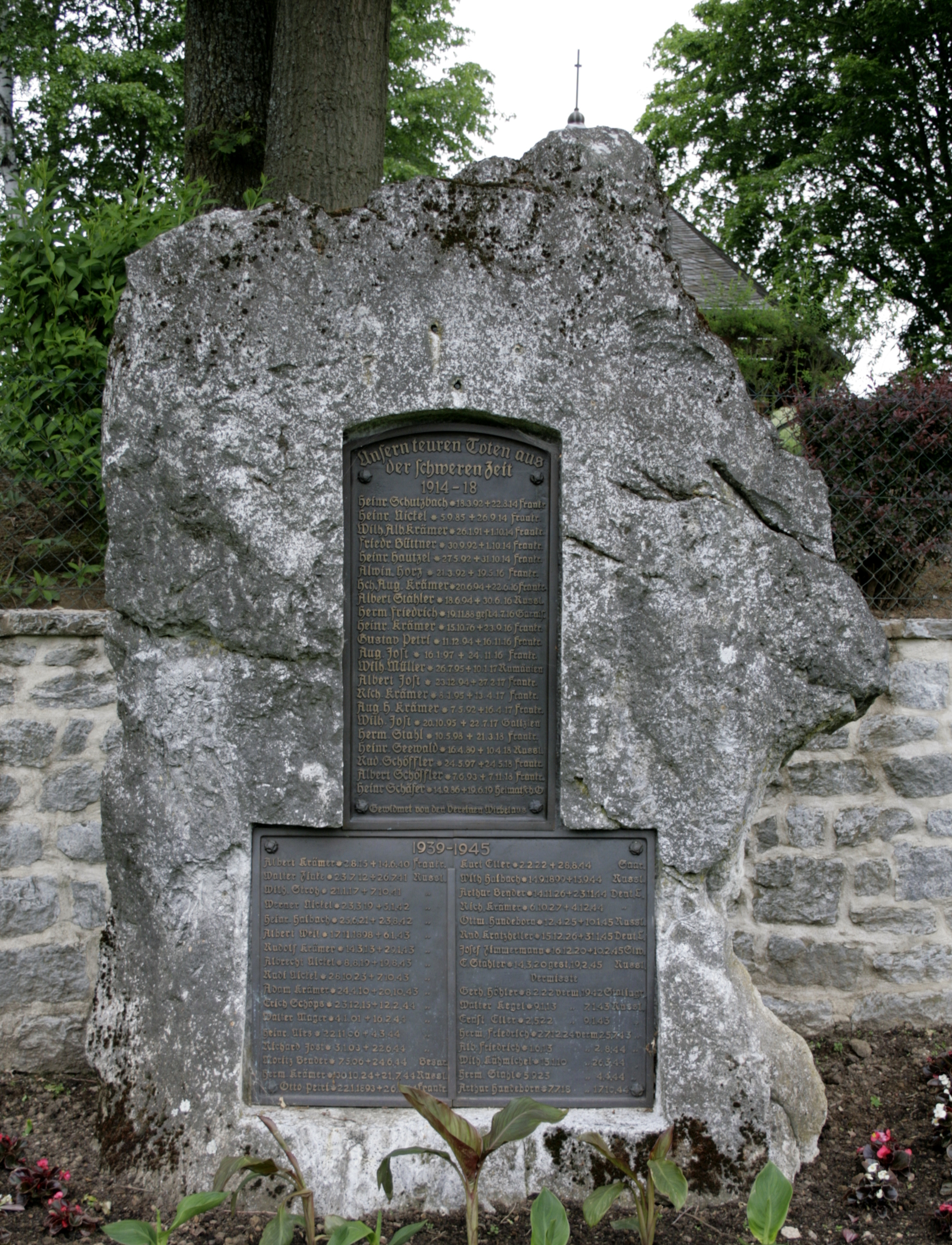
Gedenkstein für die Gefallenen der Weltkriege am Friedhof

In der ersten Hälfte des 19. Jahrhunderts bildeten die sechs Gemeinden Obertiefenbach, Heckholzhausen, Gaudernbach, Wirbelau, Eschenau und Schupbach einen Löschbezirk. Bei ausbrechendem Brand hatten sofort bestimmte Einwohner mit vier angeschirrten Pferden die in Schupbach stationierte Feuerspritze zu holen.
Ende März 1945 wurden auf der so genannten „Kriegers Wiese“ schwere Gefechte zwischen den vorrückenden US-Amerikanern und der deutschen Wehrmacht ausgetragen. Diese Gefechte forderten auf deutscher Seite drei Tote, während die US-Streitkräfte über 30 tote Soldaten zu beklagen hatten.
Im Jahr 1913 wurden östlich des Orts die Brücke über die Lahn sowie die dorthin führende Straße fertiggestellt, die den Ort mit Gräveneck auf der gegenüberliegenden Lahnseite und dem dort 1912 eröffneten Bahnhof verbinden. 1920 gab es erstmals fließendes Wasser im Ort, ein Jahr später elektrischen Strom. Im Jahr 1927 wurde ein Feuerwehrhaus errichtet, das inzwischen abgerissen ist. 1952 entstand ein neues Schulgebäude. 1959 wurde die Gemeindehalle zur Mehrzweckhalle erweitert. Nach dem Zweiten Weltkrieg wuchs der Ort vor allem durch westlich des alten Ortskerns angelegte Neubaugebiete. 1984 entstand mit einem Großteil durch Eigenleistung der Feuerwehrangehörigen das jetzige Feuerwehrhaus. Im Jahr 1985 wurde der Ort an eine zentrale Kläranlage angeschlossen.
Hessische Gebietsreform (1970–1977)
Im Zuge der Gebietsreform in Hessen fusionierten die bis dahin selbständige Gemeinde Wirbelau und weitere Gemeinden am 31. Dezember 1970 freiwillig mit der Stadt Runkel. Dadurch wurde Wirbelau ein Stadtteil von Runkel.
Für die eingegliederten Gemeinden sowie für die Kernstadt wurde je ein Ortsbezirk mit Ortsbeirat und Ortsvorsteher nach der Hessischen Gemeindeordnung gebildet.

### Verwaltungsgeschichte im Überblick
Die folgende Liste zeigt die Staaten bzw. Herrschaftsgebiete und deren untergeordnete Verwaltungseinheiten, in denen Wirbelau lag:
- vor 1806: Heiliges Römisches Reich, Grafschaft (seit 1791 Fürstentum) zu Wied-Runkel, Amt oder Herrschaft Runkel
- ab 1806–1813: Großherzogtum Berg, Département Sieg, Arrondissement Dillenburg, Kanton Runkel (ab 1811 Kanton Hadamar)
- ab 1816: Herzogtum Nassau,[Anm. 1] Amt Runkel
- ab 1849: Herzogtum Nassau, Kreisamt Limburg[Anm. 2]
- ab 1854: Herzogtum Nassau, Amt Runkel
- ab 1867: Norddeutscher Bund[Anm. 3], Königreich Preußen, Provinz Hessen-Nassau, Regierungsbezirk Wiesbaden, Oberlahnkreis[Anm. 4]
- ab 1871: Deutsches Reich, Königreich Preußen, Provinz Hessen-Nassau, Regierungsbezirk Wiesbaden, Oberlahnkreis
- ab 1918: Deutsches Reich, Freistaat Preußen, Provinz Hessen-Nassau, Regierungsbezirk Wiesbaden, Oberlahnkreis
- ab 1944: Deutsches Reich, Freistaat Preußen, Provinz Nassau, Oberlahnkreis
- ab 1945: Amerikanische Besatzungszone, Groß-Hessen, Regierungsbezirk Wiesbaden, Oberlahnkreis
- ab 1946: Amerikanische Besatzungszone, Land Hessen, Regierungsbezirk Wiesbaden, Oberlahnkreis
- ab 1949: Bundesrepublik Deutschland, Land Hessen, Regierungsbezirk Wiesbaden, Oberlahnkreis
- ab 1968: Bundesrepublik Deutschland, Land Hessen, Regierungsbezirk Darmstadt, Oberlahnkreis
- ab 1971: Bundesrepublik Deutschland, Land Hessen, Regierungsbezirk Darmstadt, Oberlahnkreis, Stadt Runkel[Anm. 5]
- ab 1974: Bundesrepublik Deutschland, Land Hessen, Regierungsbezirk Darmstadt, Landkreis Limburg-Weilburg, Stadt Runkel
- ab 1981: Bundesrepublik Deutschland, Land Hessen, Regierungsbezirk Gießen, Landkreis Limburg-Weilburg, Stadt Runkel

### Bevölkerung
Einwohnerentwicklung
Eine Einwohnerzählung fand erstmals im Jahr 1590 statt. Damals gab es 18 Haushalte in Wirbelau. Nach dem Dreißigjährigen Krieg waren nur noch fünf Häuser bewohnt. 1824 sind 348 Einwohner nachgewiesen, 60 Jahre später 468, 1905 waren es 538 Einwohner, 1960 620 Einwohner und am 27. Mai 1970, dem Tag der Volkszählung, 669 Einwohner.
| Wirbelau: Einwohnerzahlen von 1834 bis 2020 | Wirbelau: Einwohnerzahlen von 1834 bis 2020 | Wirbelau: Einwohnerzahlen von 1834 bis 2020 | Wirbelau: Einwohnerzahlen von 1834 bis 2020 | Wirbelau: Einwohnerzahlen von 1834 bis 2020 |
| --- | ------------------------------------------- | ------------------------------------------- | ------------------------------------------- | ------------------------------------------- |
| Jahr |                                             |                                             |                                             | Einwohner                                   |
| 1834 | 1834                                        |                                             | 366                                         | 366                                         |
| 1840 | 1840                                        |                                             | 405                                         | 405                                         |
| 1846 | 1846                                        |                                             | 415                                         | 415                                         |
| 1852 | 1852                                        |                                             | 420                                         | 420                                         |
| 1858 | 1858                                        |                                             | 428                                         | 428                                         |
| 1864 | 1864                                        |                                             | 452                                         | 452                                         |
| 1871 | 1871                                        |                                             | 492                                         | 492                                         |
| 1875 | 1875                                        |                                             | 448                                         | 448                                         |
| 1885 | 1885                                        |                                             | 483                                         | 483                                         |
| 1895 | 1895                                        |                                             | 531                                         | 531                                         |
| 1905 | 1905                                        |                                             | 536                                         | 536                                         |
| 1910 | 1910                                        |                                             | 516                                         | 516                                         |
| 1925 | 1925                                        |                                             | 537                                         | 537                                         |
| 1939 | 1939                                        |                                             | 511                                         | 511                                         |
| 1946 | 1946                                        |                                             | 665                                         | 665                                         |
| 1950 | 1950                                        |                                             | 631                                         | 631                                         |
| 1956 | 1956                                        |                                             | 610                                         | 610                                         |
| 1961 | 1961                                        |                                             | 615                                         | 615                                         |
| 1967 | 1967                                        |                                             | 652                                         | 652                                         |
| 1970 | 1970                                        |                                             | 669                                         | 669                                         |
| 1980 | 1980                                        |                                             | ?                                           | ?                                           |
| 1990 | 1990                                        |                                             | ?                                           | ?                                           |
| 2000 | 2000                                        |                                             | ?                                           | ?                                           |
| 2011 | 2011                                        |                                             | 789                                         | 789                                         |
| 2015 | 2015                                        |                                             | 774                                         | 774                                         |
| 2020 | 2020                                        |                                             | 787                                         | 787                                         |
| Datenquelle: Historisches Gemeindeverzeichnis für Hessen: Die Bevölkerung der Gemeinden 1834 bis 1967. Wiesbaden: Hessisches Statistisches Landesamt, 1968. Weitere Quellen: LAGIS; Stadt Runkel; Zensus 2011 |                                             |                                             |                                             |                                             |

Einwohnerstruktur 2011
Nach den Erhebungen des Zensus 2011 lebten am Stichtag dem 9. Mai 2011 in Wirbelau 789 Einwohner. Darunter waren 9 (1,1 %) Ausländer.
Nach dem Lebensalter waren 141 Einwohner unter 18 Jahren, 333 zwischen 18 und 49, 192 zwischen 50 und 64 und 120 Einwohner waren älter.
Die Einwohner lebten in 327 Haushalten. Davon waren 84 Singlehaushalte, 111 Paare ohne Kinder und 111 Paare mit Kindern, sowie 18 Alleinerziehende und 6 Wohngemeinschaften. In 54 Haushalten lebten ausschließlich Senioren und in 237 Haushaltungen lebten keine Senioren.
Religionszugehörigkeit
| • 1885: | 474 evangelische (= 98,14 %), 5 katholische (= 1,04 %), 4 jüdische (= 0,83 %) Einwohner |
| • 1961: | 549 evangelische (= 89,27 %), 65 katholische (= 10,57 %) Einwohner                      |

## Politik
Seit den Kommunalwahlen in Hessen 2021 ist der Ortsvorsteher Lothar Hautzel (SPD).

## Vereine
Wirbelau verfügt über einen Sportverein, einen Frauenchor, die im Jahr 1934 gegründete Freiwillige Feuerwehr Wirbelau (seit 9. Januar 1981 mit Jugendfeuerwehr), einen Skatclub, einen Dartclub, eine Ortsgruppe des Naturschutzbundes und den Narrenclub Wirbelau 1969 e. V., der jährlich am Fastnachtsdienstag einen großen Fastnachtsumzug mit mehreren tausend Zuschauer organisiert.

## Infrastruktur
Die Freiwillige Feuerwehr Wirbelau, gegr. 1934 (seit 9. Januar 1981 mit Jugendfeuerwehr), sorgt für den abwehrenden Brandschutz und die allgemeine Hilfe.